# Мерседес Рюль
Мерседес Рюль (англ. Mercedes Ruehl, 28 лютого 1948, Квінс (Нью-Йорк) — американська театральна та телевізійна акторка, володарка премій «Оскар», «Золотий глобус», «Тоні» та «Сатурн».

## Біографія
Мерседес Руль народилася 28 лютого 1948 року в нью-йоркському районі Квінс у родині агента ФБР і шкільної вчительки. Виховувалася в католицькому стилі. Її предками були вихідці з Ірландії, Німеччини та Куби. Навчалася в коледжі Нью-Рочелла, який закінчила в 1969 році.
Кар'єру акторки Мерседес почала в місцевому театрі з невеликих ролей. В кінці 1970-х виступала на великих нью-йоркський сценах, домігшись великого успіху в п'єсах «Я — не Раппапорт» і «Шлюб Бетт і Бу» в 1985 році, удостоївшись за роль в останній премії «Обі». У 1991 році роль в п'єсі «Загублені в Йонкерсі» принесла Мерседес премію «Тоні».
Серед її кіноролей найбільш відомою є Енн Неаполітано у фільмі «Король-рибалка» в 1991 році. За цю роль Рюль була удостоєна премій «Оскар» і «Золотий глобус» як «Найкраща акторка другого плану». Також помітними стали її роботи в таких фільмах, як «Останній кіногерой» (1993), «Танцюй зі мною» (1999) і телевізійному фільмі «Джіа» (1998).
Мерседес одружена з художником Девідом Гейзером. У 1997 вони разом усиновили сина Джейка. До цього, в 1978 році, Мерседес усиновила сина Крістофера, який згодом став хрещеним батьком Джейка.

## Вибрана фільмографія
- 1976 — Дона Флор і два її чоловіка — Дівчина в казино
- 1979 — Воїни — Поліцейський
- 1986 — Ревнощі — Ів
- 1987 — Дні радіо — Ед Мен
- 1987 — Секрет мого успіху — Шейла
- 1988 — Великий — Місіс Баскин
- 1988 — Заміжня за мафією — Конні Руссо
- 1989 — Злочини і провини — Гість на вечірці (в титрах не вказано)
- 1991 — Друге я — Елейн
- 1991 — Король-рибалка — Енн Наполітано
- 1993 — Останній кіногерой — Айрін Медіган
- 1998 — Джіа — Кетлін Каранджи
- 1999 — Танцюй зі мною — Тіна
- 2004 — Неідеальне вбивство — Естер
- 2005 — Шістнадцятирічна мати — Террі Джеффріс
- 2019 — Стриптизерки — Мама

## Нагороди
- Оскар 1992 — «Найкраща акторка другого плану» («Король-рибалка»)
- Золотий глобус 1992 — «Найкраща акторка другого плану» («Король-рибалка»)
- Сатурн 1992 — «Найкраща акторка другого плану» («Король-рибалка»)
- Тоні 1991 — «Найкраща акторка в п'єсі» («Загублені в Йонкерсі»)